# Во (кантон)
Во, или Ваадт (фр. Vaud, нем. Waadt) — франкоязычный кантон на западе Швейцарии. Население — 734 356 человек (2012 год), или 3-е место среди кантонов. Административный центр — город Лозанна. Около половины населения кантона проживает в Лозаннской агломерации.

## География

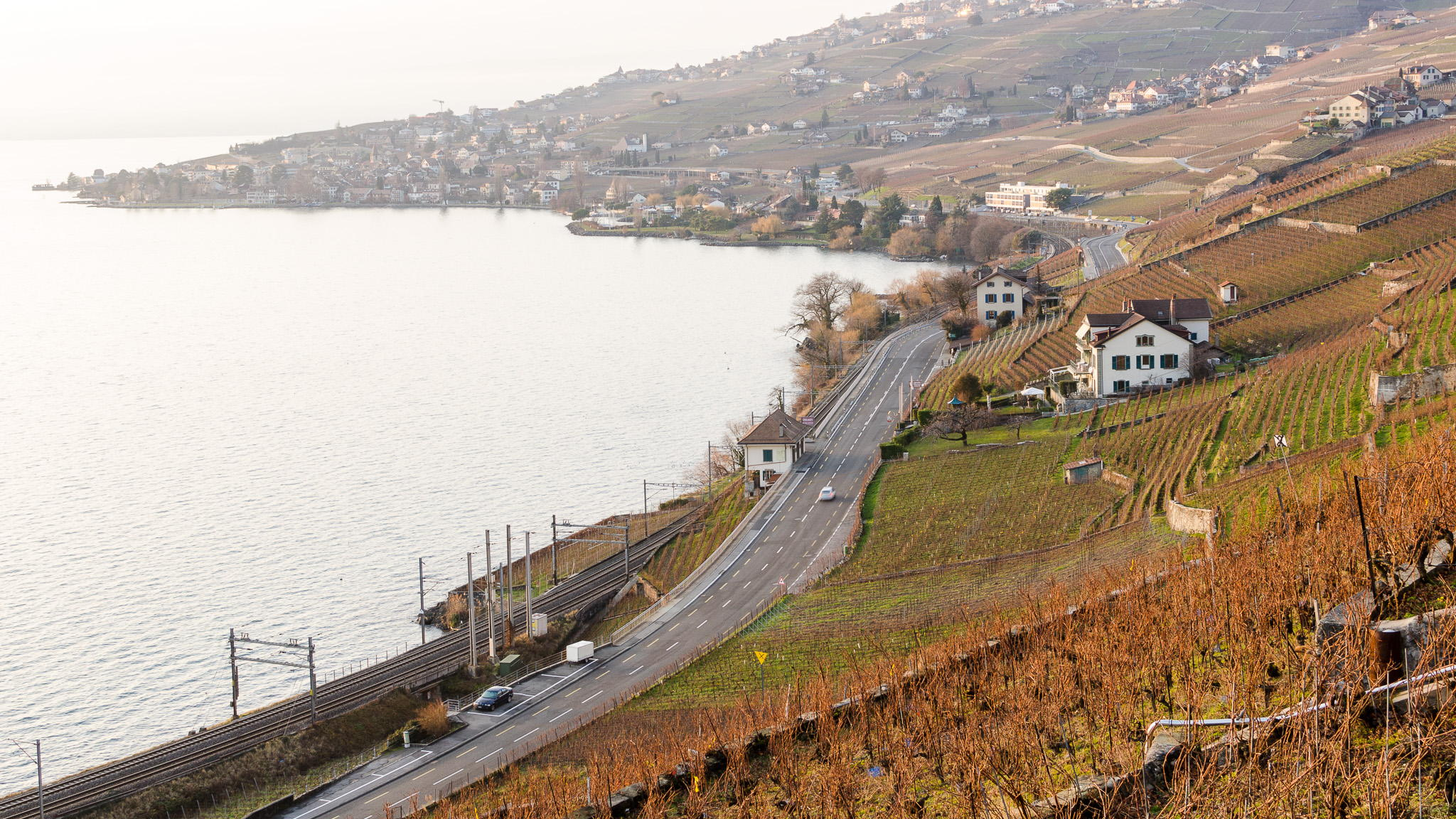
Террасные виноградники Лаво на берегу Женевского озера

Площадь — 3212 км² (4-е место среди кантонов). Кантон Во занимает самую большую площадь на западе Швейцарии. Он простирается от берегов озера Леман (Женевское) до озёр Невшательского и Муртензе. На западе он граничит с Францией (с департаментами Эн, Юра и Ду), так же, как и на юге (департамент Верхняя Савойя).
Остальные его границы внутренние: на юго-западе с Женевским кантоном, на севере с Невшательским кантоном, на востоке с Бернским и Фрибурским кантонами, и, наконец, на юго-востоке с кантоном Вале. В Во находятся две горные цепи: Юра на западе и Альпы на юго-востоке. Вдоль Женевского озера протянулась цепочка фешенебельных курортов, известная как Швейцарская Ривьера.
28 июня 2007 года террасовые виноградники Лаво были внесены во Всемирное наследие ЮНЕСКО.

## История
Название восходит к латинскому Pagus Valdensis, французское Pays Vaudois, также назывался Лесной Страной — такое наименование этих территорий восходит к VII веку.
В 1265 году был захвачен Графством Савойя. В ходе Бургундских войн войска кантона Берн захватили значительную часть современной территории Во, и к 1536 году аннексировали её. Немецкоговорящая администрация не всегда пользовалась популярностью у франкоязычного населения. В 1723 году произошло восстание против Берна под предводительством Жана Давеля, которое было быстро подавлено.
В январе 1798 года на волне подъёма патриотических чувств под влиянием французской революции, а также при поддержке Директории, потребовавшей в 1797 году от Берна предоставить независимость его французской части, в Лозанне была провозглашена Леманская Республика, территория которой совпадала с территорией современного кантона Во. Защита новой республики была использована французской армией в качестве одного из предлогов для вторжения и дальнейшей оккупации Швейцарского союза, который в апреле 1798 года прекратил своё существование и был преобразован в Гельветическую Республику. В её состав вошла Леманская республика, преобразованная в кантон Леман. В 1803 году, после краха Гельветической республики и создания Швейцарской Конфедерации кантон, под именем Во, стал частью последней.
В 1814 году кантон принял конституцию, отражавшую интересы богатых слоёв населения. В 1830 году в кантоне начались революционные волнения, по причине которых спустя год была принята более демократическая конституция.
Резиденция кантонального правительства находится в лозаннском замке Сен-Мер.
В деревне Вилларс-сюр-Олон в 1962 году проходила вторая в истории зимняя Универсиада.

## Население
Большинство населения франкоговорящее. После аннексии Берном на территории Во установился протестантизм. Верующие в настоящее время (по данным на 2000) — протестанты (40 %) и католики (34 %). Увеличение количества католиков связано с иммиграцией: в 2010 году 28 % населения Во были иностранцами.

## Административное деление

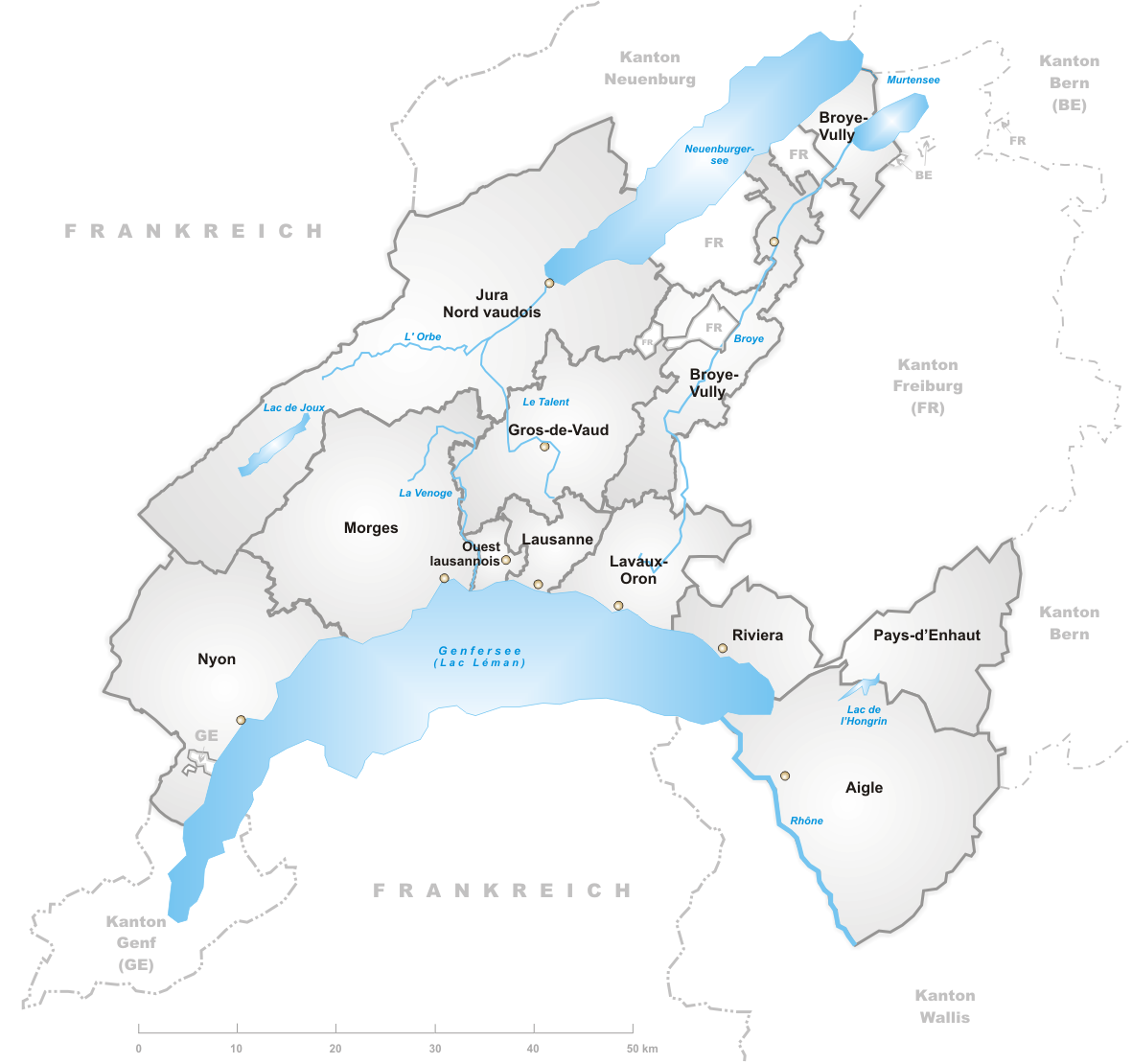
Округа кантона Во.

До 1 января 2008 года в кантон входило 19 округов: Обонн, Коссонэ, Эшаллен, Эгль, Орб, Ролль, Ньон, Грансон, Валле, Лозанна, Лаво, Морж, Мудон, Ивердон, Орон, Пейерн, Веве, Аванше, Вев, после января 2008 года — 10 округов:
- Эгль (Aigle)
- Бруа-Вюлли (Broye-Vully)
- Гро-де-Во (Gros-de-Vaud)
- Жюра-Нор-Водуа (Jura-Nord vaudois)
- Лозанна (Lausanne)
- Лаво-Орон (Lavaux-Oron)
- Морж (Morges)
- Ньон (Nyon)
- Уэст-Лозаннуа (Ouest lausannois)
- Ривьера-Пеи-д’Эно (Riviera-Pays-d’Enhaut)

## Государственное устройство
Законодательный орган — Большой Совет (Grand Conseil), исполнительный орган — Государственный Совет (Conseil d'État), суд апелляционной инстанции — Кантональный Суд (Tribunal cantonal), суды первой инстанции — районные суды (Tribunaux d’arrondissement).

## Экономика
Побережье Женевского озера, включая Швейцарскую ривьеру, является крупным центром туристического бизнеса. В равнинной части кантона развито сельское хозяйство, в частности, Во является вторым по объёму производителем вина в Швейцарии.
В Веве находится главный офис Nestlé, крупнейшего в мире производителя продуктов питания; в Лозанне — операционный центр Philip Morris International, а также главный офис Banque Cantonale Vaudoise, одного из крупнейших швейцарских банков; рядом с городом Морж — штаб-квартира производителя компьютерного оборудования Logitech.
Долина Жу на территории кантона является одним из центров производства швейцарских часов. Здесь располагаются производства многих известных фирм — Audemars Piguet, Blancpain, Patek Philippe, Vacheron Constantin и Jaeger-LeCoultre.

## Образование
На территории кантона расположено несколько крупных учебных заведений, в том числе Университет Лозанны, Федеральная политехническая школа Лозанны, Высшая Инженерная Школа Ивердон, Швейцарская Школа Бизнеса в Монтрё.